# Браун, Элисео
Элисео Браун (исп. Eliseo Brown; 29 октября 1888, Буэнос-Айрес — неизвестно) — аргентинский футболист, нападающий.

## Карьера
Элисео Браун родился в семье шотландского происхождения: его дед Джеймс Браун с женой Мэри Хоуп были выходцами из города Лит, которые переехали в Аргентину, поселившись на ферме в Сан-Исидро. У их сына Диего, по другой версии Джеймса, родилось 14 детей, из них 11 были мальчиками, одним из которых был Элисео.
Элисео учился в буэнос-айрессовской английской старшей школе, основанной Алехандро и Маргарет Уотсон Хаттон. Алехандро был одним из «пионеров» футбола в Аргентине, в том числе пропагандируя эту игру в этом учебном заведении. И из выпускников этой школы возник клуб «Алумни», за который Браун начал играть в 1905 году. В том же году Браун выиграл с клубом чемпионат Аргентины. После этого он ещё три раза выигрывал первенство страны. Также Элисео 4 раза становился лучшим бомбардиром чемпионата. За эту команду он играл до 1911 года, когда она перестала участвовать в официальных соревнованиях и была закрыта в 1912 году. В 1915 году Браун играл за клуб «Бельграно».
С 1906 по 1911 год Браун играл за сборную Аргентины, за которую провёл 12 матчей и забил 6 голов. Он выиграл с командой четыре Кубка Ньютона, три Кубка Липтона и два Кубка Чести Аргентины. За национальную команду играли и его братья, Альфредо, Карлос, Эрнесто и Хорхе, а также за сборную выступал их двоюродный брат Хуан Доминго. Два других брата Диего и Томас также являлись футболистами.

## Международная статистика
| Матчи Элисео Брауна за сборную Аргентины | Матчи Элисео Брауна за сборную Аргентины | Матчи Элисео Брауна за сборную Аргентины | Матчи Элисео Брауна за сборную Аргентины | Матчи Элисео Брауна за сборную Аргентины | Матчи Элисео Брауна за сборную Аргентины | Матчи Элисео Брауна за сборную Аргентины |
| ---------------------------------------- | ---------------------------------------- | ---------------------------------------- | ---------------------------------------- | ---------------------------------------- | ---------------------------------------- | ---------------------------------------- |
| №                                        | Дата                                     | Место проведения                         | Оппонент                                 | Счёт                                     | Голы                                     | Турнир                                   |
| 1                                        | 9 июля 1906                              | Буэнос-Айрес                             | Южная Африка                             | 0:1                                      | —                                        | Товарищеский матч                        |
| 2                                        | 15 августа 1906                          | Монтевидео                               | Уругвай                                  | 2:0                                      | —                                        | Кубок Липтона                            |
| 3                                        | 21 августа 1906                          | Буэнос-Айрес                             | Уругвай                                  | 2:1                                      | 1                                        | Кубок Ньютона                            |
| 4                                        | 15 августа 1907                          | Буэнос-Айрес                             | Уругвай                                  | 2:1                                      | 1                                        | Кубок Липтона                            |
| 5                                        | 9 июля 1908                              | Рио-де-Жанейро                           | Сборная Рио-де-Жанейро                   | 3:0                                      | —                                        | Товарищеский матч                        |
| 6                                        | 13 сентября 1908                         | Буэнос-Айрес                             | Уругвай                                  | 2:1                                      | 1                                        | Кубок Ньютона                            |
| 7                                        | 4 октября 1908                           | Буэнос-Айрес                             | Уругвай                                  | 0:1                                      | —                                        | Кубок Чести Аргентины                    |
| 8                                        | 15 августа 1909                          | Буэнос-Айрес                             | Уругвай                                  | 2:1                                      | 1                                        | Кубок Липтона                            |
| 9                                        | 19 сентября 1909                         | Монтевидео                               | Уругвай                                  | 2:2                                      | —                                        | Кубок Ньютона                            |
| 10                                       | 10 октября 1909                          | Буэнос-Айрес                             | Уругвай                                  | 3:1                                      | —                                        | Кубок Чести Аргентины                    |
| 11                                       | 17 сентября 1911                         | Монтевидео                               | Уругвай                                  | 3:2                                      | 2                                        | Кубок Ньютона                            |
| 12                                       | 22 октября 1911                          | Буэнос-Айрес                             | Уругвай                                  | 2:0                                      | —                                        | Кубок Чести Аргентины                    |

## Достижения

### Командные
- Чемпион Аргентины: 1905, 1906, 1907, 1909
- Обладатель Кубка Липтона: 1906, 1907, 1909
- Обладатель Кубка Ньютона: 1906, 1908, 1909, 1911
- Обладатель Кубка Чести Аргентины: 1909, 1911

### Личные
- Лучший бомбардир чемпионата Аргентины: 1906 (8 голов), 1907 (24 гола), 1908 (19 голов), 1909 (17 голов)